# Crocidura lwiroensis
Crocidura lwiroensis — вид ссавців родини Soricidae. Є ендеміком Демократичної Республіки Конго.

## Поширення і середовище проживання
Вид зустрічається в Демократичній Республіці Конго, де він обмежений невеликою частиною Альбертинського рифту на західному березі озера Танганьїка. Він обмежений нагір'ям Місотсі-Кабого, ізольованим регіоном гірських лісів на південь від гір Ітомбве. Єдиний відомий екземпляр був знайдений уздовж струмка в первинному лісі.

## Опис
Це дуже маленьке тіло з майже голим хвостом. Має темно-сіре хутро зверху і світліше сіре знизу. Його загальна довжина 110 мм, хвіст 45 мм, вага 5,6 г.